# Electronic flight bag
Een electronic flight bag (EFB), letterlijk vertaald elektronische vliegtas, is een database/hulpmiddel in de cockpit van een vliegtuig. In hoofdzaak bestaat de EFB uit een (extra) scherm in de cockpit met functietoetsen en een computer met een database van allerlei zaken waar anders een papieren versie voor nodig zou zijn geweest tijdens de vlucht.
Voordelen van een EFB zijn gewichtsreductie en het sneller kunnen opzoeken van bepaalde zaken. De informatie waarin een EFB kan voorzien verschilt per versie. Enkele mogelijkheden zijn:
- verschillende navigatie kaarten voor onder andere: airport lay-out (taxikaart), Standard Instrument Departure route/luchtweg, standard terminal arrival route en nadering
- handboeken behorend bij het vliegtuig met systeem uitleg en vliegprocedures
- bedrijfshandboeken voor naslag van regels, wettelijke vereisten en afspraken
- voor de operatie belangrijke grafieken en tabellen
- MEL (minimum equipment list): (onderhouds)boek met voorwaarden waaronder met een bepaald defect vertrokken mag worden
- checklisten

De EFB is nog volop in evolutie en de mogelijkheden nemen dan ook nog altijd toe. Moderne versies worden vrijwel altijd gekoppeld aan de GPS als het vliegtuig daarover beschikt. Op die manier is het makkelijker om de vliegtuiglocatie te bepalen en de EFB te gebruiken om deze positie te projecteren op een kaart van de airport lay-out. Verder wordt de EFB ook steeds meer gebruikt om niet alleen data te tonen maar er ook mee te rekenen. Zo kan soms bijvoorbeeld het gewenste startvermogen of een operationele limiet berekend worden door het apparaat. Deze krijgt hierbij een deel van de benodigde informatie door invoer van de vlieger, andere waarden haalt de EFB uit zijn eigen database of worden door de flightmanagementcomputer (FMC) geleverd.